# 데스 숏컷
《데스 숏컷》(SHORTCUT)은 이탈리아에서 제작된 알레시오 리구오리 감독의 2020년 판타지, 공포, 스릴러 영화이다. 안드레이 클로드 등이 주연으로 출연하였다.
이 영화는 2020 지포니 영화제에서 초연되었으며 2020년 9월 25일 미국에서 Gravitas Ventures에 의해 개봉되었다.

## 출연

### 주연
- 안드레이 클로드

### 조연
- 테렌스 앤더슨
- 데이빗 케이스